# سد التو لیندسو
سد آلتو لیندسو (به پرتغالی: Barragem do Alto-Lindoso) یک سد و نیروگاه برقابی در پرتغال است که در Lindoso واقع شده‌است.